# USS LST-352
O USS LST-352 foi um navio de guerra estadounidense da classe LST que operou durante a Segunda Guerra Mundial.